# Routes
Routes är en kommun i departementet Seine-Maritime i regionen Normandie i norra Frankrike. Kommunen ligger i kantonen Ourville-en-Caux som tillhör arrondissementet Le Havre. År 2022 hade Routes 286 invånare.

## Befolkningsutveckling
Antalet invånare i kommunen Routes
| Referens: INSEE |